# Liste des planètes mineures (740001-741000)
Voici la liste des planètes mineures numérotées de 740001 à 741000. Les planètes mineures sont numérotées lorsque leur orbite est confirmée, ce qui peut parfois se produire longtemps après leur découverte. Elles sont classées ici par leur numéro.

## Planètes mineures 740001 à 741000
- (740001) 1991 TM16
- (740002) 1994 TZ12
- (740003) 1995 BC10
- (740004) 1995 OD16
- (740005) 1995 QJ6
- (740006) 1995 QL12
- (740007) 1995 QG17
- (740008) 1995 SF8
- (740009) 1995 SG23
- (740010) 1995 SG52
- (740011) 1995 SC57
- (740012) 1995 SR59
- (740013) 1995 SD84
- (740014) 1995 TD10
- (740015) 1995 UF62
- (740016) 1995 UJ67
- (740017) 1995 UH80
- (740018) 1995 WG28
- (740019) 1996 ET14
- (740020) 1996 FP14
- (740021) 1996 TY22
- (740022) 1996 TH32
- (740023) 1996 TY32
- (740024) 1997 AF12
- (740025) 1997 GU24
- (740026) 1997 GL27
- (740027) 1997 MM12
- (740028) 1997 SE20
- (740029) 1998 BJ21
- (740030) 1998 BJ29
- (740031) 1998 GF13
- (740032) 1998 KG69
- (740033) 1998 MN
- (740034) 1998 QE3
- (740035) 1998 RB10
- (740036) 1998 RO15
- (740037) 1998 SL15
- (740038) 1998 SJ27
- (740039) 1998 SJ52
- (740040) 1998 ST179
- (740041) 1998 TF26
- (740042) 1998 WN26
- (740043) 1998 WR29
- (740044) 1998 WL46
- (740045) 1999 AE33
- (740046) 1999 AJ36
- (740047) 1999 CD129
- (740048) 1999 CG155
- (740049) 1999 FL98
- (740050) 1999 GC64
- (740051) 1999 JE16
- (740052) 1999 PK9
- (740053) 1999 RC7
- (740054) 1999 RV250
- (740055) 1999 RG252
- (740056) 1999 RF260
- (740057) 1999 RL260
- (740058) 1999 RT260
- (740059) 1999 SB25
- (740060) 1999 TW43
- (740061) 1999 TR85
- (740062) 1999 TP297
- (740063) 1999 TZ337
- (740064) 1999 TY338
- (740065) 1999 TF339
- (740066) 1999 UU32
- (740067) 1999 VQ14
- (740068) 1999 VV128
- (740069) 1999 VR153
- (740070) 1999 VH233
- (740071) 1999 VB234
- (740072) 1999 WU15
- (740073) 1999 WA28
- (740074) 1999 WP28
- (740075) 1999 XN149
- (740076) 1999 YD30
- (740077) 2000 AZ258
- (740078) 2000 AD259
- (740079) 2000 AN259
- (740080) 2000 BS21
- (740081) 2000 CG144
- (740082) 2000 CB152
- (740083) 2000 CS152
- (740084) 2000 CU152
- (740085) 2000 CA154
- (740086) 2000 CR154
- (740087) 2000 DL90
- (740088) 2000 DL118
- (740089) 2000 EM99
- (740090) 2000 EU175
- (740091) 2000 EH210
- (740092) 2000 EM210
- (740093) 2000 EN211
- (740094) 2000 EE212
- (740095) 2000 FJ9
- (740096) 2000 FT74
- (740097) 2000 GV45
- (740098) 2000 HE106
- (740099) 2000 JD96
- (740100) 2000 JQ97
- (740101) 2000 KQ40
- (740102) 2000 OW71
- (740103) 2000 OC73
- (740104) 2000 PB33
- (740105) 2000 QL74
- (740106) 2000 QW179
- (740107) 2000 QT238
- (740108) 2000 QE240
- (740109) 2000 QZ247
- (740110) 2000 QK256
- (740111) 2000 QN259
- (740112) 2000 RR13
- (740113) 2000 RL109
- (740114) 2000 RR109
- (740115) 2000 RY110
- (740116) 2000 RY111
- (740117) 2000 RF112
- (740118) 2000 SH240
- (740119) 2000 SH340
- (740120) 2000 SG379
- (740121) 2000 SF380
- (740122) 2000 SB382
- (740123) 2000 TW64
- (740124) 2000 TV75
- (740125) 2000 TW77
- (740126) 2000 TP79
- (740127) 2000 TY80
- (740128) 2000 TB82
- (740129) 2000 UG116
- (740130) 2000 VM19
- (740131) 2000 VY65
- (740132) 2000 WS112
- (740133) 2000 WC127
- (740134) 2000 WW169
- (740135) 2000 WP200
- (740136) 2000 WJ201
- (740137) 2000 WD203
- (740138) 2000 WB205
- (740139) 2000 YD146
- (740140) 2001 BB52
- (740141) 2001 CS50
- (740142) 2001 DP81
- (740143) 2001 DN114
- (740144) 2001 DQ117
- (740145) 2001 DR117
- (740146) 2001 DB120
- (740147) 2001 EZ27
- (740148) 2001 FU85
- (740149) 2001 FL230
- (740150) 2001 FU244
- (740151) 2001 HL70
- (740152) 2001 KK81
- (740153) 2001 KK83
- (740154) 2001 KJ84
- (740155) 2001 KG86
- (740156) 2001 LD20
- (740157) 2001 MT31
- (740158) 2001 OZ3
- (740159) 2001 OK31
- (740160) 2001 ON114
- (740161) 2001 QU87
- (740162) 2001 QH111
- (740163) 2001 QS286
- (740164) 2001 QX304
- (740165) 2001 QN335
- (740166) 2001 QZ336
- (740167) 2001 QB338
- (740168) 2001 RK23
- (740169) 2001 RF47
- (740170) 2001 RD104
- (740171) 2001 RB105
- (740172) 2001 RS156
- (740173) 2001 ST62
- (740174) 2001 SH76
- (740175) 2001 SM83
- (740176) 2001 SW93
- (740177) 2001 SM112
- (740178) 2001 SU144
- (740179) 2001 SJ165
- (740180) 2001 SU169
- (740181) 2001 SH208
- (740182) 2001 SK221
- (740183) 2001 SH224
- (740184) 2001 SJ224
- (740185) 2001 SK228
- (740186) 2001 SK301
- (740187) 2001 SD306
- (740188) 2001 SO333
- (740189) 2001 SC361
- (740190) 2001 ST361
- (740191) 2001 SY361
- (740192) 2001 SS362
- (740193) 2001 TR140
- (740194) 2001 TB216
- (740195) 2001 TU224
- (740196) 2001 TV261
- (740197) 2001 TO264
- (740198) 2001 TT264
- (740199) 2001 TG265
- (740200) 2001 UT140
- (740201) 2001 UW171
- (740202) 2001 UQ196
- (740203) 2001 UX199
- (740204) 2001 UK211
- (740205) 2001 UT214
- (740206) 2001 UG239
- (740207) 2001 UO239
- (740208) 2001 VL3
- (740209) 2001 VW5
- (740210) 2001 VL67
- (740211) 2001 VV134
- (740212) 2001 VL136
- (740213) 2001 VO137
- (740214) 2001 WZ19
- (740215) 2001 WZ43
- (740216) 2001 WB47
- (740217) 2001 WG57
- (740218) 2001 WL76
- (740219) 2001 WD77
- (740220) 2001 WO78
- (740221) 2001 WF88
- (740222) 2001 WS94
- (740223) 2001 WH105
- (740224) 2001 WL105
- (740225) 2001 WJ106
- (740226) 2001 WO106
- (740227) 2001 XA135
- (740228) 2001 XB135
- (740229) 2001 XQ268
- (740230) 2001 YX31
- (740231) 2001 YQ55
- (740232) 2001 YG76
- (740233) 2001 YV163
- (740234) 2001 YZ163
- (740235) 2001 YB164
- (740236) 2001 YO164
- (740237) 2002 AN8
- (740238) 2002 AT18
- (740239) 2002 AO43
- (740240) 2002 AE138
- (740241) 2002 AB195
- (740242) 2002 AU212
- (740243) 2002 AR213
- (740244) 2002 AU213
- (740245) 2002 AH215
- (740246) 2002 BN33
- (740247) 2002 CF153
- (740248) 2002 CO235
- (740249) 2002 CB320
- (740250) 2002 CF321
- (740251) 2002 CK321
- (740252) 2002 CG324
- (740253) 2002 CH324
- (740254) 2002 CK324
- (740255) 2002 DU6
- (740256) 2002 EA133
- (740257) 2002 EX167
- (740258) 2002 EM168
- (740259) 2002 EX171
- (740260) 2002 FV12
- (740261) 2002 FL42
- (740262) 2002 FD43
- (740263) 2002 FU43
- (740264) 2002 GR55
- (740265) 2002 GG189
- (740266) 2002 GJ189
- (740267) 2002 GF196
- (740268) 2002 GO196
- (740269) 2002 HO18
- (740270) 2002 JL68
- (740271) 2002 JV152
- (740272) 2002 KW17
- (740273) 2002 LS5
- (740274) 2002 LB39
- (740275) 2002 LZ65
- (740276) 2002 MY6
- (740277) 2002 NB22
- (740278) 2002 NL69
- (740279) 2002 NX75
- (740280) 2002 NG76
- (740281) 2002 NC79
- (740282) 2002 NL80
- (740283) 2002 NE82
- (740284) 2002 OB20
- (740285) 2002 OS32
- (740286) 2002 OO36
- (740287) 2002 PX6
- (740288) 2002 PS7
- (740289) 2002 PF8
- (740290) 2002 PZ16
- (740291) 2002 PF23
- (740292) 2002 PV36
- (740293) 2002 PE65
- (740294) 2002 PX68
- (740295) 2002 PH81
- (740296) 2002 PC95
- (740297) 2002 PR102
- (740298) 2002 PZ120
- (740299) 2002 PB131
- (740300) 2002 PK141
- (740301) 2002 PH163
- (740302) 2002 PH170
- (740303) 2002 PX180
- (740304) 2002 PC184
- (740305) 2002 PT184
- (740306) 2002 PJ190
- (740307) 2002 PQ193
- (740308) 2002 PO196
- (740309) 2002 PK200
- (740310) 2002 PN201
- (740311) 2002 PL204
- (740312) 2002 PC206
- (740313) 2002 QX3
- (740314) 2002 QJ17
- (740315) 2002 QN32
- (740316) 2002 QG54
- (740317) 2002 QD63
- (740318) 2002 QG78
- (740319) 2002 QU87
- (740320) 2002 QK98
- (740321) 2002 QV99
- (740322) 2002 QY110
- (740323) 2002 QL116
- (740324) 2002 QW120
- (740325) 2002 QO121
- (740326) 2002 QS130
- (740327) 2002 QA136
- (740328) 2002 QY136
- (740329) 2002 QS137
- (740330) 2002 QA142
- (740331) 2002 QA143
- (740332) 2002 QY144
- (740333) 2002 QJ145
- (740334) 2002 QT145
- (740335) 2002 QD146
- (740336) 2002 QB147
- (740337) 2002 QF152
- (740338) 2002 QQ153
- (740339) 2002 QU153
- (740340) 2002 QX153
- (740341) 2002 QL154
- (740342) 2002 QM155
- (740343) 2002 QW155
- (740344) 2002 QC156
- (740345) 2002 QM156
- (740346) 2002 QN156
- (740347) 2002 QZ156
- (740348) 2002 QB158
- (740349) 2002 QG159
- (740350) 2002 QW159
- (740351) 2002 RN4
- (740352) 2002 RX137
- (740353) 2002 RX150
- (740354) 2002 RK161
- (740355) 2002 RF178
- (740356) 2002 RZ178
- (740357) 2002 RB199
- (740358) 2002 RB215
- (740359) 2002 RR234
- (740360) 2002 RS246
- (740361) 2002 RS268
- (740362) 2002 RO272
- (740363) 2002 RQ275
- (740364) 2002 RQ280
- (740365) 2002 RQ283
- (740366) 2002 RC286
- (740367) 2002 RW286
- (740368) 2002 RY286
- (740369) 2002 RA287
- (740370) 2002 RJ293
- (740371) 2002 RK293
- (740372) 2002 RS294
- (740373) 2002 RC295
- (740374) 2002 RF295
- (740375) 2002 RN295
- (740376) 2002 RR299
- (740377) 2002 RL301
- (740378) 2002 SE2
- (740379) 2002 SA4
- (740380) 2002 SW44
- (740381) 2002 SN65
- (740382) 2002 SC68
- (740383) 2002 TO61
- (740384) 2002 TV64
- (740385) 2002 TM73
- (740386) 2002 TW96
- (740387) 2002 TV103
- (740388) 2002 TX103
- (740389) 2002 TT126
- (740390) 2002 TD145
- (740391) 2002 TR145
- (740392) 2002 TB154
- (740393) 2002 TW160
- (740394) 2002 TW193
- (740395) 2002 TE201
- (740396) 2002 TT220
- (740397) 2002 TV249
- (740398) 2002 TS263
- (740399) 2002 TG291
- (740400) 2002 TU374
- (740401) 2002 TO376
- (740402) 2002 TU378
- (740403) 2002 TY380
- (740404) 2002 TD388
- (740405) 2002 TB391
- (740406) 2002 TN391
- (740407) 2002 TR393
- (740408) 2002 UL1
- (740409) 2002 UP1
- (740410) 2002 UQ25
- (740411) 2002 UH73
- (740412) 2002 UT73
- (740413) 2002 UF77
- (740414) 2002 UL78
- (740415) 2002 UV80
- (740416) 2002 VN11
- (740417) 2002 VD25
- (740418) 2002 VK25
- (740419) 2002 VF37
- (740420) 2002 VQ65
- (740421) 2002 VT75
- (740422) 2002 VE92
- (740423) 2002 VT98
- (740424) 2002 VB99
- (740425) 2002 VR107
- (740426) 2002 VU125
- (740427) 2002 VE137
- (740428) 2002 VM144
- (740429) 2002 VZ146
- (740430) 2002 VP147
- (740431) 2002 VR147
- (740432) 2002 VH149
- (740433) 2002 VE150
- (740434) 2002 VT153
- (740435) 2002 VK154
- (740436) 2002 WO6
- (740437) 2002 WM26
- (740438) 2002 WT28
- (740439) 2002 XA9
- (740440) 2002 XU20
- (740441) 2002 XG120
- (740442) 2002 XO122
- (740443) 2002 XW122
- (740444) 2003 AP37
- (740445) 2003 AZ94
- (740446) 2003 BB3
- (740447) 2003 BW5
- (740448) 2003 BZ75
- (740449) 2003 BN97
- (740450) 2003 BP97
- (740451) 2003 BM98
- (740452) 2003 BR98
- (740453) 2003 BX98
- (740454) 2003 BH99
- (740455) 2003 BK99
- (740456) 2003 BW102
- (740457) 2003 BX102
- (740458) 2003 CS27
- (740459) 2003 EX13
- (740460) 2003 ED65
- (740461) 2003 FU120
- (740462) 2003 FS135
- (740463) 2003 FV135
- (740464) 2003 FH136
- (740465) 2003 FE137
- (740466) 2003 FL141
- (740467) 2003 GL58
- (740468) 2003 GG59
- (740469) 2003 GJ60
- (740470) 2003 GL60
- (740471) 2003 GO60
- (740472) 2003 GR60
- (740473) 2003 GS62
- (740474) 2003 GB64
- (740475) 2003 GE64
- (740476) 2003 GU65
- (740477) 2003 HU53
- (740478) 2003 HU59
- (740479) 2003 HJ60
- (740480) 2003 HB61
- (740481) 2003 HD63
- (740482) 2003 HE64
- (740483) 2003 JH19
- (740484) 2003 KO37
- (740485) 2003 KM39
- (740486) 2003 KN39
- (740487) 2003 KR39
- (740488) 2003 NQ10
- (740489) 2003 OT35
- (740490) 2003 PN10
- (740491) 2003 QM3
- (740492) 2003 QR14
- (740493) 2003 QM69
- (740494) 2003 QL92
- (740495) Langill
- (740496) 2003 QH122
- (740497) 2003 QQ122
- (740498) 2003 QF123
- (740499) 2003 QF125
- (740500) 2003 QG126
- (740501) 2003 RZ5
- (740502) 2003 SF2
- (740503) 2003 SY6
- (740504) 2003 ST28
- (740505) 2003 SX34
- (740506) 2003 SV41
- (740507) 2003 ST48
- (740508) 2003 SB62
- (740509) 2003 SC104
- (740510) 2003 SR121
- (740511) 2003 SX122
- (740512) 2003 SO153
- (740513) 2003 SO175
- (740514) 2003 SN184
- (740515) 2003 SJ187
- (740516) 2003 SL223
- (740517) 2003 SV240
- (740518) 2003 SO242
- (740519) 2003 SM254
- (740520) 2003 SO261
- (740521) 2003 SL290
- (740522) 2003 SW309
- (740523) 2003 SM310
- (740524) 2003 SJ315
- (740525) 2003 SS327
- (740526) 2003 SJ328
- (740527) 2003 SZ330
- (740528) 2003 SA332
- (740529) 2003 SV334
- (740530) 2003 SZ334
- (740531) 2003 SR336
- (740532) 2003 SU339
- (740533) 2003 SZ340
- (740534) 2003 SR341
- (740535) 2003 SH362
- (740536) 2003 SY362
- (740537) 2003 SC372
- (740538) 2003 SK375
- (740539) 2003 SF380
- (740540) 2003 SW388
- (740541) 2003 SE395
- (740542) 2003 ST396
- (740543) 2003 SB398
- (740544) 2003 ST401
- (740545) 2003 SO403
- (740546) 2003 SH409
- (740547) 2003 SG417
- (740548) 2003 SB422
- (740549) 2003 SW428
- (740550) 2003 SW431
- (740551) 2003 SZ434
- (740552) 2003 SA437
- (740553) 2003 SJ437
- (740554) 2003 SU437
- (740555) 2003 SV438
- (740556) 2003 SD439
- (740557) 2003 SE440
- (740558) 2003 ST440
- (740559) 2003 SW440
- (740560) 2003 SB441
- (740561) 2003 SF441
- (740562) 2003 SS441
- (740563) 2003 SH443
- (740564) 2003 SW443
- (740565) 2003 SC445
- (740566) 2003 SH445
- (740567) 2003 SQ446
- (740568) 2003 SU448
- (740569) 2003 SZ448
- (740570) 2003 SC449
- (740571) 2003 SN449
- (740572) 2003 SN450
- (740573) 2003 SW451
- (740574) 2003 SY451
- (740575) 2003 SA452
- (740576) 2003 SO452
- (740577) 2003 SS453
- (740578) 2003 SY455
- (740579) 2003 SG458
- (740580) 2003 SD459
- (740581) 2003 SM462
- (740582) 2003 SH464
- (740583) 2003 ST464
- (740584) 2003 SN466
- (740585) 2003 ST468
- (740586) 2003 TZ5
- (740587) 2003 TA23
- (740588) 2003 TQ26
- (740589) 2003 TA31
- (740590) 2003 TQ41
- (740591) 2003 TW51
- (740592) 2003 TF61
- (740593) 2003 TX61
- (740594) 2003 TD62
- (740595) 2003 TH62
- (740596) 2003 TW62
- (740597) 2003 TD63
- (740598) 2003 TJ64
- (740599) 2003 TL65
- (740600) 2003 UO6
- (740601) 2003 UB52
- (740602) 2003 UT59
- (740603) 2003 UG67
- (740604) 2003 UQ69
- (740605) 2003 US73
- (740606) 2003 UX73
- (740607) 2003 US75
- (740608) 2003 UE80
- (740609) 2003 UR85
- (740610) 2003 US89
- (740611) 2003 UJ97
- (740612) 2003 UP111
- (740613) 2003 UK119
- (740614) 2003 UM149
- (740615) 2003 UW160
- (740616) 2003 UP192
- (740617) 2003 UG216
- (740618) 2003 UE248
- (740619) 2003 UM302
- (740620) 2003 UM326
- (740621) 2003 UV327
- (740622) 2003 UK341
- (740623) 2003 UY361
- (740624) 2003 UO363
- (740625) 2003 UP365
- (740626) 2003 UM374
- (740627) 2003 UY377
- (740628) 2003 UW378
- (740629) 2003 UC379
- (740630) 2003 UK380
- (740631) 2003 UE389
- (740632) 2003 UV397
- (740633) 2003 UB399
- (740634) 2003 UT400
- (740635) 2003 UV407
- (740636) 2003 UB408
- (740637) 2003 UZ418
- (740638) 2003 UZ421
- (740639) 2003 UC423
- (740640) 2003 UM424
- (740641) 2003 UR425
- (740642) 2003 UG426
- (740643) 2003 UQ426
- (740644) 2003 UX426
- (740645) 2003 UB429
- (740646) 2003 UC429
- (740647) 2003 UG430
- (740648) 2003 UL430
- (740649) 2003 UC434
- (740650) 2003 UP434
- (740651) 2003 UC435
- (740652) 2003 UJ435
- (740653) 2003 UP437
- (740654) 2003 UW439
- (740655) 2003 UO440
- (740656) 2003 UE441
- (740657) 2003 UM442
- (740658) 2003 UN442
- (740659) 2003 UA444
- (740660) 2003 UR444
- (740661) 2003 UY444
- (740662) 2003 UG447
- (740663) 2003 UA450
- (740664) 2003 VL13
- (740665) 2003 VO13
- (740666) 2003 WK9
- (740667) 2003 WO26
- (740668) 2003 WF38
- (740669) 2003 WJ51
- (740670) 2003 WL88
- (740671) 2003 WL90
- (740672) 2003 WN100
- (740673) 2003 WJ151
- (740674) 2003 WH172
- (740675) 2003 WA175
- (740676) 2003 WE177
- (740677) 2003 WR196
- (740678) 2003 WD197
- (740679) 2003 WU199
- (740680) 2003 WY199
- (740681) 2003 WR202
- (740682) 2003 WD203
- (740683) 2003 WW203
- (740684) 2003 WR204
- (740685) 2003 WR206
- (740686) 2003 WL207
- (740687) 2003 WS207
- (740688) 2003 WS213
- (740689) 2003 WH215
- (740690) 2003 WA216
- (740691) 2003 WD216
- (740692) 2003 WE216
- (740693) 2003 XB15
- (740694) 2003 XZ16
- (740695) 2003 XU45
- (740696) 2003 XH46
- (740697) 2003 YH30
- (740698) 2003 YL30
- (740699) 2003 YB38
- (740700) 2003 YO41
- (740701) 2003 YN42
- (740702) 2003 YW68
- (740703) 2003 YP119
- (740704) 2003 YK124
- (740705) 2003 YY141
- (740706) 2003 YF157
- (740707) 2003 YB183
- (740708) 2003 YR184
- (740709) 2003 YS184
- (740710) 2003 YR186
- (740711) 2003 YU186
- (740712) 2003 YB189
- (740713) 2003 YE189
- (740714) 2003 YH189
- (740715) 2004 AX2
- (740716) 2004 AB15
- (740717) 2004 AJ27
- (740718) 2004 BY7
- (740719) 2004 BA8
- (740720) 2004 BU16
- (740721) 2004 BQ66
- (740722) 2004 BA125
- (740723) 2004 BT125
- (740724) 2004 BU155
- (740725) 2004 BP164
- (740726) 2004 BR165
- (740727) 2004 BH166
- (740728) 2004 BY166
- (740729) 2004 BA167
- (740730) 2004 BZ167
- (740731) 2004 BP168
- (740732) 2004 BY168
- (740733) 2004 BE169
- (740734) 2004 BF169
- (740735) 2004 BH169
- (740736) 2004 BR170
- (740737) 2004 BZ170
- (740738) 2004 BL171
- (740739) 2004 BO171
- (740740) 2004 BF172
- (740741) 2004 BT172
- (740742) 2004 CK17
- (740743) 2004 CH60
- (740744) 2004 CE81
- (740745) 2004 CJ88
- (740746) 2004 CU110
- (740747) 2004 CJ114
- (740748) 2004 CG122
- (740749) 2004 CD124
- (740750) 2004 CT131
- (740751) 2004 CW131
- (740752) 2004 CN133
- (740753) 2004 CY135
- (740754) 2004 DE8
- (740755) 2004 DO9
- (740756) 2004 DZ23
- (740757) 2004 DQ29
- (740758) 2004 DX54
- (740759) 2004 DQ63
- (740760) 2004 DW63
- (740761) 2004 DU73
- (740762) 2004 DM75
- (740763) 2004 DS75
- (740764) 2004 DE79
- (740765) 2004 DW80
- (740766) 2004 DC81
- (740767) 2004 DL81
- (740768) 2004 DH83
- (740769) 2004 DL83
- (740770) 2004 DY83
- (740771) 2004 EC13
- (740772) 2004 EE48
- (740773) 2004 EV65
- (740774) 2004 EO87
- (740775) 2004 EC88
- (740776) 2004 ET89
- (740777) 2004 EO97
- (740778) 2004 EF98
- (740779) 2004 EL104
- (740780) 2004 EQ105
- (740781) 2004 EN106
- (740782) 2004 EK109
- (740783) 2004 EM115
- (740784) 2004 EU116
- (740785) 2004 ER117
- (740786) 2004 EY117
- (740787) 2004 FQ6
- (740788) 2004 FO10
- (740789) 2004 FZ10
- (740790) 2004 FS58
- (740791) 2004 FS136
- (740792) 2004 FK159
- (740793) 2004 FQ168
- (740794) 2004 FK169
- (740795) 2004 FX170
- (740796) 2004 FD171
- (740797) 2004 FP171
- (740798) 2004 FZ171
- (740799) 2004 FE172
- (740800) 2004 FF174
- (740801) 2004 FO174
- (740802) 2004 FU177
- (740803) 2004 GJ7
- (740804) 2004 GW17
- (740805) 2004 GG22
- (740806) 2004 GN55
- (740807) 2004 GS74
- (740808) 2004 GL84
- (740809) 2004 HO5
- (740810) 2004 HK14
- (740811) 2004 HQ19
- (740812) 2004 HZ49
- (740813) 2004 HC71
- (740814) 2004 HG81
- (740815) 2004 HK81
- (740816) 2004 HA82
- (740817) 2004 HX82
- (740818) 2004 HR83
- (740819) 2004 HH84
- (740820) 2004 HK84
- (740821) 2004 HZ84
- (740822) 2004 JL10
- (740823) 2004 JO40
- (740824) 2004 JB55
- (740825) 2004 KV19
- (740826) 2004 KX19
- (740827) 2004 KX20
- (740828) 2004 KV21
- (740829) 2004 LH10
- (740830) 2004 LE32
- (740831) 2004 MA7
- (740832) 2004 MU9
- (740833) 2004 NF29
- (740834) 2004 NF34
- (740835) 2004 OO16
- (740836) 2004 PB
- (740837) 2004 PB1
- (740838) 2004 PN5
- (740839) 2004 PO12
- (740840) 2004 PQ46
- (740841) 2004 PU68
- (740842) 2004 PX75
- (740843) 2004 QK
- (740844) 2004 QR3
- (740845) 2004 QK32
- (740846) 2004 QB33
- (740847) 2004 QC35
- (740848) 2004 QG37
- (740849) 2004 QZ37
- (740850) 2004 RM6
- (740851) 2004 RZ19
- (740852) 2004 RV39
- (740853) 2004 RE55
- (740854) 2004 RU84
- (740855) 2004 RQ90
- (740856) 2004 RO93
- (740857) 2004 RE98
- (740858) 2004 RO115
- (740859) 2004 RP116
- (740860) 2004 RL121
- (740861) 2004 RC159
- (740862) 2004 RZ163
- (740863) 2004 RQ237
- (740864) 2004 RN268
- (740865) 2004 RM273
- (740866) 2004 RR282
- (740867) 2004 RL302
- (740868) 2004 RD331
- (740869) 2004 RO354
- (740870) 2004 RO364
- (740871) 2004 RT364
- (740872) 2004 SV
- (740873) 2004 SZ7
- (740874) 2004 SL44
- (740875) 2004 TF13
- (740876) 2004 TV15
- (740877) 2004 TO31
- (740878) 2004 TX39
- (740879) 2004 TL42
- (740880) 2004 TK48
- (740881) 2004 TQ56
- (740882) 2004 TC72
- (740883) 2004 TP88
- (740884) 2004 TU93
- (740885) 2004 TK106
- (740886) 2004 TE111
- (740887) 2004 TG127
- (740888) 2004 TQ149
- (740889) 2004 TG164
- (740890) 2004 TY223
- (740891) 2004 TN227
- (740892) 2004 TR249
- (740893) 2004 TN276
- (740894) 2004 TF281
- (740895) 2004 TR288
- (740896) 2004 TH308
- (740897) 2004 TT312
- (740898) 2004 TL326
- (740899) 2004 TP328
- (740900) 2004 TW340
- (740901) 2004 TM345
- (740902) 2004 TM353
- (740903) 2004 TO371
- (740904) 2004 TV373
- (740905) 2004 TC374
- (740906) 2004 TG374
- (740907) 2004 TH374
- (740908) 2004 TP375
- (740909) 2004 TY379
- (740910) 2004 TZ383
- (740911) 2004 VR3
- (740912) 2004 VA37
- (740913) 2004 VA50
- (740914) 2004 VV82
- (740915) 2004 VC85
- (740916) 2004 VD93
- (740917) 2004 VN137
- (740918) 2004 VJ138
- (740919) 2004 WD4
- (740920) 2004 WZ12
- (740921) 2004 XK6
- (740922) 2004 XX11
- (740923) 2004 XV52
- (740924) 2004 XO59
- (740925) 2004 XN88
- (740926) 2004 XV151
- (740927) 2004 XQ159
- (740928) 2004 XK163
- (740929) 2004 XB174
- (740930) 2004 XP195
- (740931) 2004 XQ195
- (740932) 2004 XQ196
- (740933) 2004 XB197
- (740934) 2004 XK198
- (740935) 2004 XE199
- (740936) 2004 YS15
- (740937) 2004 YN24
- (740938) 2004 YB28
- (740939) 2004 YX29
- (740940) 2004 YM38
- (740941) 2004 YL39
- (740942) 2004 YP41
- (740943) 2005 AW84
- (740944) 2005 BF1
- (740945) 2005 BY14
- (740946) 2005 BY15
- (740947) 2005 BF31
- (740948) 2005 BX33
- (740949) 2005 BB40
- (740950) 2005 BG50
- (740951) 2005 BV50
- (740952) 2005 BH51
- (740953) 2005 BD52
- (740954) 2005 BV52
- (740955) 2005 BH53
- (740956) 2005 BY53
- (740957) 2005 BU54
- (740958) 2005 BG55
- (740959) 2005 BP55
- (740960) 2005 BQ55
- (740961) 2005 BT55
- (740962) 2005 BP57
- (740963) 2005 CD7
- (740964) 2005 CX38
- (740965) 2005 CW44
- (740966) 2005 CY53
- (740967) 2005 CD56
- (740968) 2005 CS82
- (740969) 2005 CN83
- (740970) 2005 CP83
- (740971) 2005 CD84
- (740972) 2005 CL87
- (740973) 2005 DT3
- (740974) 2005 EP3
- (740975) 2005 EE11
- (740976) 2005 EB14
- (740977) 2005 EG29
- (740978) 2005 EJ39
- (740979) 2005 ER39
- (740980) 2005 EA59
- (740981) 2005 EV93
- (740982) 2005 EH135
- (740983) 2005 EM136
- (740984) 2005 EM144
- (740985) 2005 EO144
- (740986) 2005 EN151
- (740987) 2005 EU161
- (740988) 2005 EY173
- (740989) 2005 ES184
- (740990) 2005 EV186
- (740991) 2005 EG199
- (740992) 2005 EZ199
- (740993) 2005 EL201
- (740994) 2005 EU226
- (740995) 2005 EX236
- (740996) 2005 EJ237
- (740997) 2005 EB238
- (740998) 2005 ER246
- (740999) 2005 EE268
- (741000) 2005 EC275